# Макленнан (округ, Техас)
Шаблон:StateAbbr_ 31°33′ пн. ш. 97°12′ зх. д. / 31.55° пн. ш. 97.2° зх. д.
Округ Макленнан (англ. McLennan County) — округ (графство) у штаті Техас, США. Ідентифікатор округу 48309.

## Історія
Округ утворений 1850 року.

## Демографія
За даними перепису 2000 року загальне населення округу становило 213517 осіб, зокрема міського населення було 160363, а сільського — 53154. Серед мешканців округу чоловіків було 103526, а жінок — 109991. В окрузі було 78859 домогосподарств, 52892 родин, які мешкали в 84795 будинках. Середній розмір родини становив 3,15.
Віковий розподіл населення поданий у таблиці:
| Стать    | До 15 років | 15-21 | 22-29 | 30-39 | 40-49 | 50-65 | 65-85 | Понад 85 |
| -------- | ----------- | ----- | ----- | ----- | ----- | ----- | ----- | -------- |
| Чоловіки | 24030       | 15451 | 12181 | 13494 | 13888 | 13617 | 9894  | 971      |
| Жінки    | 22780       | 15470 | 11916 | 14179 | 14489 | 14573 | 13822 | 2762     |

## Суміжні округи
- Гілл — північ
- Лаймстоун — схід
- Фоллз — південний схід
- Белл — південь
- Кор'єлл — південний захід
- Боскі — північний захід

## Виноски
1. ↑  U.S. Decennial Census. United States Census Bureau. Архів оригіналу за 26 квітня 2015. Процитовано 4 травня 2015.
2. ↑  Texas Almanac: Population History of Counties from 1850–2010 (PDF). Texas Almanac. Архів оригіналу (PDF) за 26 лютого 2015. Процитовано 4 травня 2015.
3. ↑  State & County QuickFacts. United States Census Bureau. Архів оригіналу за 7 червня 2011. Процитовано 21 грудня 2013.(англ.) Наведено за англійською вікіпедією.
4. ↑  American FactFinder. Бюро перепису населення США. Архів оригіналу за 26 лютого 2012. Процитовано 31 січня 2008.

| США | Це незавершена стаття з географії США. Ви можете допомогти проєкту, виправивши або дописавши її. |